# Maść miękka
Maść miękka (łac. Unguentum molle) – podłoże maściowe, absorpcyjne, bezwodne. Składa się z mieszaniny równych części wazeliny żółtej i lanoliny bezwodnej. Maść miękka charakteryzuje się dużą liczbą wodną, łatwymi właściwości emulgującymi. Stanowi podłoże m.in. dla maści ichtiolowej.